# 氷 (小説)
『氷』（こおり、原題:Ice）は、1967年に出版された、イギリスのアンナ・カヴァンによるSF小説、スリップストリーム小説。カヴァンの死の前年に発表された生前最後の長編小説であり、カヴァンの死後、英文学のメインストリーム（純文学界）による注目を浴びた、カヴァンの最も重要な著作である。ブライアン・オールディスは『氷』を1967年ベスト長編SFに選出し、「唯一無二の小説」と絶賛している。
日本では複数回にわたり翻訳、再版され、1981年にサンリオSF文庫、2008年にバジリコ、2015年にちくま文庫から翻訳版が出版された。

## あらすじ
核戦争によって引き起こされた地球規模の気候変動により生み出された、巨大な氷の塊が地球を包み込もうとしている終末的な世界が、本作の舞台となる。物語の主人公である男は、姿を消した少女を追いかけている。男は少女の夫や、少女を確保して支配下に置こうとする「長官」との対立に直面しながら、なんとか彼女を見つけ出すために、氷に閉じられて、略奪や殺戮によって荒廃していく世界の中を進み続ける。
本作の登場人物には一切の名前がないこと、発生した偶然の連鎖による緊迫的な出来事の連鎖が特徴で、クリストファー・プリーストは序文で、「実質的にプロットを欠いており、この点ひとつをとっても通常の小説とは大きくかけ離れている」と述べている。

## 書籍情報
初版

- "Ice"(1967年）Peter Owen Publishers

邦訳

『氷』（山田和子訳）
- サンリオSF文庫　1981年。
- バジリコ版　2008年6月　ISBN 978-4862381002
- ちくま文庫版　2015年3月　ISBN 978-4480432506

翻訳

- "Het ijs" Meulenhoff社（オランダ語訳、1974年）
- "Lod" Swiat Ksiazki社（ポーランド語訳、2007年）
- "Eis" Diaphanes社（ドイツ語訳、2020年）